# Maxis
Maxis è una società dedita allo sviluppo di videogiochi, fondata da Will Wright  e Jeff Braun nel 1987, nota soprattutto per aver prodotto videogiochi quali The Sims, SimCity e Spore.

## Storia

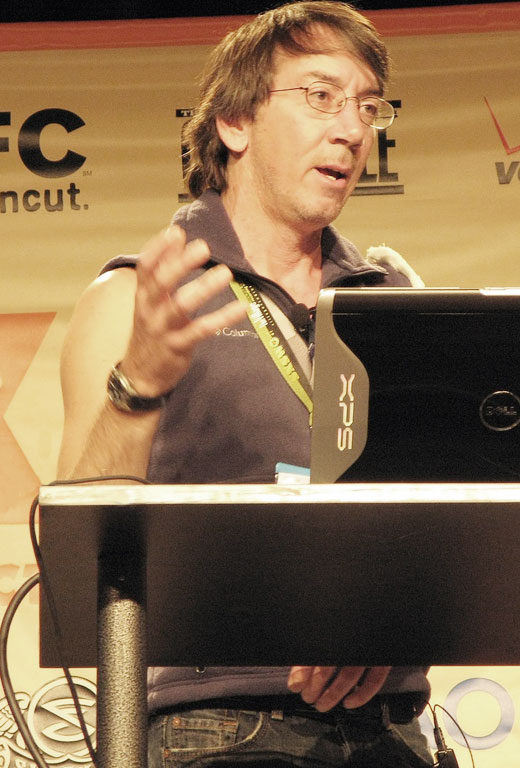
Will Wright, cofondatore della Maxis.

### Origini e primi successi
La Maxis è stata fondata nel 1987 da Will Wright e Jeff Braun ai fini di pubblicare SimCity per PC. SimCity infatti era stato sviluppato da Will Wright in versione limitata per Commodore 64 e pochi produttori mostravano interesse nel portarlo sugli schermi dei PC: non era infatti un gioco tradizionale, con condizioni di vincita e di perdita della partita, e rappresentava quindi un rischio per le case produttrici. Il titolo, pubblicato sui PC nel 1989 dalla neonata società, si rivelò invece uno dei giochi di maggiore successo di tutti i tempi.

### Declino
Dopo il grande successo di SimCity, la Maxis si avventurò in nuovi settori. Tuttavia, i nuovi titoli furono dei semi-fallimenti e questo portò la società a cercare offerte di acquisizione.

### Acquisizione
La Electronic Arts completò l'acquisizione della Maxis il 28 luglio 1997. In confronto ad altre acquisizioni da parte della EA, quella della Maxis procedette più lentamente, e la società mantenne una certa autonomia negli anni successivi, tanto da poter mantenere il proprio logo nei nuovi titoli. Dal 2004 tuttavia, con l'uscita di The Sims 2, il logo Maxis sparisce dal davanti della custodia dei videogiochi (anche se rimane sul retro e nei filmati introduttivi del gioco) e arriva a sparire completamente il 18 ottobre 2006, con l'uscita dell'espansione Pets per The Sims 2, in quanto pienamente assimilato nel gruppo EA.

### La rinascita
Con l'annuncio del nuovo SimCity alla 2012 Game Developers Conference però lo studio recupera il nome ed il logo. Il nuovo logo Maxis torna nella serie The Sims nell'espansione The Sims 3: Vita universitaria.

### Album studio
Per diversi anni i laboratori Maxis sono stati locati a Walnut Creek, in California. Nel febbraio 2004 si sono trasferiti nei quartieri generali della EA in Redwood Shores. Lo studio di Will Wright invece, in cui è stato sviluppato Spore, si trovava ad Emeryville, in California.

### Chiusura dello studio di Emeryville
Nel marzo 2015 la Electronic Arts annunciò la chiusura definitiva della sede di Maxis locata ad Emeryville, storicamente impegnata nello sviluppo dei giochi della serie di SimCity. Ai dipendenti che vi lavoravano furono date "opportunità di esplorare" altre posizioni lavorative all'interno di Maxis e di altri studi appartenenti ad EA.
A quest'episodio è legato un caso di disinformazione secondo cui è ritenuto che l'intera società sia stata chiusa, convinzione errata in quanto rimangono tutt'oggi attivi studi di produzione come quello di Redwood Shores, in cui è sviluppato The Sims, e quello di recente fondazione, Maxis Texas.

## Videogiochi
La Maxis è largamente considerata per i suoi innovativi giochi di simulazione, in cui non vi è alcun obiettivo specifico per il giocatore, rendendo i suoi giochi quasi infiniti.

### SimCity
SimCity è stato il primo videogioco commercializzato dalla Maxis che ha innovato il concetto di gioco come non c'era obiettivo specifico da raggiungere. In questo franchise, il giocatore è un sindaco e a suo piacimento, può creare città passando da un unico villaggio ad una metropoli di successo, può stabilire le zone, prendersi cura dei servizi pubblici e stimolare l'economia della città. L'ultimo capitolo, SimCity, è uscito nel 2013.

### The Sims
The Sims è stato lanciato nel 2000 ed è stata la serie che ha avuto più successo e tra le più vendute del mondo. In questo franchise, il giocatore può creare delle famiglie, creando delle case e gestire i loro bisogni, desideri e vita lavorativa. È stato seguito da sette espansioni. Nel 2004 è stato pubblicato il seguito intitolato The Sims 2, in 3D; anch'esso ha ottenuto un ottimo successo ed è stato seguito da otto espansioni. Dopo l'enorme successo dei primi due capitoli, nel 2009 è stato distribuito il terzo seguito intitolato The Sims 3, seguito da undici espansioni. L'ultimo capitolo, The Sims 4, è stato pubblicato il 4 settembre 2014.

### Spore
Spore è stato commercializzato il 5 settembre 2008. I giocatori possono creare una nuova specie partendo da un livello di una singola cellula, e svilupparle nella vita senziente. L'obiettivo principale di queste cellule è di ottenere finalmente l'intelligenza per poi creare navi spaziali. Lo Spore Creature Creator permette agli utenti di creare delle specie per un uso successivo nel gioco. Questo è uno dei pochi giochi della Maxis ad essere caratterizzati da obiettivi da completare; il giocatore infatti deve completare cinque fasi diverse e raggiungere lo spazio per viaggiare nella Via Lattea. Nel giugno del 2009 è stata pubblicata un'espansione, Spore Avventure Galattiche. Nel 2011 è uscito Darkspore.